# Il tuo amico topo
Il tuo amico topo (Your Friend the Rat) è un cortometraggio d'animazione del 2007, diretto da Jim Capobianco. Prodotto dalla Walt Disney Pictures e dalla Pixar Animation Studios, il corto, basato sui personaggi del film Ratatouille, è stato distribuito direttamente per il mercato dell'home video in DVD e Blu-ray Disc in contemporanea con il film Ratatouille. Il titolo della versione italiana è fuorviante: il cortometraggio - così come il film Ratatouille - non tratta di topi, bensì di ratti.
Con la sua durata di 11 minuti è il cortometraggio più lungo della filmografia Pixar, oltre ad essere il primo realizzato in gran parte in animazione tradizionale, con intermezzi in tecniche di animazione differenti (CGI, stop-motion, simulazione di videogame).

## Trama
Il tuo amico topo si inserisce nella tradizione dei cortometraggi educativi della Disney degli anni '50, e tratta del ruolo del ratto nella storia e nella società umana, ovviamente con il tono ironico proprio dei cartoon.  Dopo aver analizzato gli scontri fra uomini e ratti, i due roditori protagonisti Remy e Emile auspicano infine un periodo di amicizia.  A questa utopia dedicano una canzone, Plan B (Piano B in italiano), scritta appositamente per il cortometraggio da James G. Dashe (musica e testo) e Jim Capobianco (testo). Alla fine i due ratti cercano invano di togliere la censura anti-topi nei titoli di coda.

## Riconoscimenti
- 2007 - Annie Award
  - Miglior cortometraggio animato